# Nicko McBrain
Michael Henry McBrain (detto Nicko; Hackney, 5 giugno 1952) è un batterista britannico, membro del gruppo heavy metal Iron Maiden dal 1982.

## Il nome
Il soprannome Nicko deriva dall'orsacchiotto, di nome Nicholas the Bear, dal quale non si separava mai durante la propria infanzia. Proprio per tale ragione, infatti, i suoi genitori iniziarono a chiamarlo Nicky, che divenne successivamente Nicko durante un incontro tra Michael ed il manager della CBS Records, avvenuto in presenza del tastierista Billy Day. In quell'occasione Billy presentò Michael dicendo "il mio batterista italiano si chiama Neeko". A Michael piacque subito il soprannome e decise di usarlo come nome d'arte dopo averne riadattata la compitazione.

## Biografia

### Carriera
Dopo aver partecipato ad un tour degli Iron Maiden nel 1982 in formazione con i francesi Trust (con i quali incise un album, Marche Ou Crève del 1981), McBrain è stato reclutato dal gruppo dell'East End nel 1983, in tempo per la registrazione del loro quarto album, Piece of Mind, per sostituire il precedente batterista Clive Burr. A quel punto della sua carriera McBrain aveva già accumulato diversi anni di esperienza come batterista in numerose band; negli anni settanta il suo nome era figurato su alcuni album di Pat Travers, ed aveva partecipato anche alle attività della band McKitty nei primi anni ottanta. Proprio con quest'ultimo gruppo McBrain fece il suo primo incontro con Steve Harris, bassista e fondatore degli Iron Maiden, in Belgio, al primo concerto all'estero della band.
Il 3 agosto 2023, alla fine della leg europea del The Future Past Tour, rende noto di essere stato vittima di un ictus nel gennaio precedente: questo lo ha obbligato ad un lungo periodo di riabilitazione e ad esibirsi  "non al 100% delle sue capacità". 
Il 7 dicembre 2024, a seguito di alcuni problemi di salute, ha annunciato che non suonerà più dal vivo con gli Iron Maiden, rimanendo tuttavia coinvolto nelle loro altre attività.

## Riconoscimenti
McBrain viene spesso citato come uno dei batteristi metal più influenti degli ultimi decenni, e spesso tiene lezioni di batteria sia per professionisti che per principianti. Nicko ha contribuito alla registrazione di numerosi brevi video comparsi sul sito ufficiale della band, e ha tenuto un diario aggiornato, sempre sul sito ufficiale, durante ogni tour degli Iron Maiden.

## Discografia

### Con gli Iron Maiden
- 1983 – Piece of Mind
- 1984 – Powerslave
- 1986 – Somewhere in Time
- 1988 – Seventh Son of a Seventh Son
- 1990 – No Prayer for the Dying
- 1992 – Fear of the Dark
- 1995 – The X Factor
- 1998 – Virtual XI
- 2000 – Brave New World
- 2003 – Dance of Death
- 2006 – A Matter of Life and Death
- 2010 – The Final Frontier
- 2015 – The Book of Souls
- 2021 – Senjutsu